# Мужская сборная Чехословакии по хоккею на траве
Мужская сборная Чехословакии по хоккею на траве — мужская сборная по хоккею на траве, представлявшая Чехословакию на международной арене. Управляющим органом сборной выступала Ассоциация хоккея на траве Чехословакии (словац. Československého svazu pozemního hokeje, англ. Czechoslovak Hockey Association). В 1993, в связи с разделением Чехословакии на две страны, вместо этой сборной возникли соответственно сборная Чехии и сборная Словакии.

## Результаты выступлений

### Чемпионат Европы
- 1970 — 10-е место
- 1974 — 9-е место
- 1978 — 10-е место